# Museo civico (Baranello)
Il Museo civico di Baranello si trova nell'ex Palazzo comunale del comune omonimo molisano, in provincia di Campobasso.
Esso è costituito dalla collezione Giuseppe Barone, donata al comune nel 1897 dall'architetto che provvide sia al restauro del palazzo sia all'allestimento dell'esposizione. 
Benché le sale del museo siano soltanto due, l'esposizione è molto ricca di reperti, raccolti dall'architetto Barone nel corso di tutta la propria esistenza: la raccolta risponde alle sue scelte personali, spaziando dai reperti archeologici alla ceramica, dai dipinti al presepe napoletano.
La collezione, rimasta tuttora immutata, aggiunge al valore dei reperti anche quello dell'allestimento originale, concepito come una Wunderkammer, ispirata ai principi della museologia adottati nell'Ottocento.

## Giuseppe Barone
La collezione fu raccolta dall'architetto Giuseppe Barone, che era nato a Baranello il 28 febbraio del 1837 da Giovanni e Teresa Iannotti di Ceppaloni Architetto di formazione e professione, progettò edifici per il paese natio e partecipò a vari concorsi per progetti a livello regionale e nazionale. Morì nel 1902.

## Collezione
La collezione Giuseppe Barone del museo civico si articola nelle seguenti sezioni elencate in ordine alfabetico

### Antico Egitto
I reperti esposti negli spazi dedicati all'Antico Egitto, sebbene di provenienza non attestata perché molto probabilmente acquistati presso antiquari di Napoli, risalgono ad un periodo compreso fra il VII ed il IV secolo avanti Cristo, ovvero il cosiddetto periodo tardo del Regno d'Egitto. Di particolare interesse i vasi canopi e gli ushabti.

### Ceramiche antiche
Nelle teche dedicate alle ceramiche antiche sono esposti circa 120 prezzi che costituiscono la maggiore collezione del genere in Molise. Si tratta di manufatti greci, nello specifico di vasi attici con figure sia rosse sia nere, prodotti fra il VI ed il V secolo avanti Cristo e di vasi italioti, fabbricati fra il IV ed III secolo avanti Cristo.

### Pinacoteca
La pinacoteca, ovvero la quadreria, raccoglie una trentina di dipinti di vari generi, epoche e scuole, in maggioranza appartenenti alla cosiddetta scuola napoletana. 
Di seguito l'elenco completo dei dipinti
- Sant'Agata
- Danae
- Transito della Madonna
- Battaglia navale di Lissa di Giovanni Serritelli
- Scena di genere con tacchino
- Natura morta con gallo
- Madonna con Bambino e San Giovannino
- Madonna con Bambino
- San Giuseppe e Gesù Bambino di Francesco De Mura
- Madonna del Divino amore di Giovan Francesco Penni
- Marina: veduta del porto
- Scena pastorale di Giuseppe Tassone
- Osteria di campagna con cavalieri
- Madonna
- Ecce Homo
- San Paolo Eremita seguace di Jusepe de Ribera ma talora attribuita al pittore spagnolo
- Maria Vergine bambina tra angeli a Santi di Paolo de Majo
- Il bosco di Fontainebleau di Giuseppe Palizzi
- Ritratto di monsignor Giuliano della Rovere
- Mangiatore di prosciutto- copia
- Maddalena penitente in estasi di Sebastiano Conca
- Assunzione della Vergine
- Marina
- Ritratto di Gentiluomo
- Adorazione dei pastori
- La bottega del pittore
- Sant'Elia profeta
- Paesaggio con porto e villa
- Paesaggio fluviale
- Ritratto di Teresa Iannotti di Girolamo Nattino
- Ritratto di Giovanni Barone di Girolamo Nattino

### Preistoria
Le teche riservate ai manufatti in pietra di epoca preistorica presentano una collezione assemblata senza criteri scientifici, pertanto risulta difficile risalire sia all'epoca sia alla provenienza geografica dei vari reperti: punte di selce, asce in pietra levigata e strumenti vari prodotti con la tecnica della cosiddetta pietra scheggiata. Maggior coerenza presentano gli oggetti provenienti dagli Scavi archeologici di Cuma.

### Presepi napoletani
La collezione presenta circa 30 figure tipiche del presepe napoletano, che secondo le intenzioni di Giuseppe Barone non sono state raccolte per riprodurre un presepe ma per mostrare l'elevato livello artistico della produzione delle statue e delle cosiddette minuterie prodotte dagli artigiani napoletani. Le statuine esposte sono infatti opera dei maggiori artisti dell'epoca, tuttora ritenuti tali, ovvero Giuseppe Gori, Lorenzo Mosca, Nicola Somma nonché i laboratori delle famiglie Bottiglieri, Ingaldi e Vassallo

### Porcellane
Sono esposte porcellane provenienti da varie manifatture sia italiane, in particolare Firenze, Napoli e Venezia, sia dal resto dell'Europa, nello specifico Sassonia, Vienna, Berlino, Sèvres.